# منطقة جهرجودا
جهرجودا رمزها «JH» (بالإنجليزية: Jharsuguda)‏ ، هو تقسيم إداري لدولة الهند تتبع ولاية أوريسا (بالإنجليزية: Orissa)‏ ، مركزها هو مدينة جهرجودا (بالإنجليزية: Jharsuguda)‏ عدد سكانها حسب تعداد سنة 2001 هو 509,056 ، مساحتها 2,202 كم² وكثافة السكان 231 لكل كم² .